# Perry Bradford
John Henry „Perry“ Bradford (* 14. Februar 1893 in Montgomery, Alabama; † 20. April 1970 in New York City) war ein US-amerikanischer Pianist, Sänger, Komponist und Bandleader sowie Aufnahmeleiter von Okeh Records.

## Leben und Wirken
Bradford wuchs in Atlanta auf, wohin seine Familie im Jahr 1902 zog. Sie wohnten in der Nähe des örtlichen Gefängnisses, wo der junge Perry den Gesang der Insassen hörte und so erstmals mit dem Blues in Berührung kam. 1907 wurde er Mitglied der Formation „Allen’s New Orleans Minstrels“; in dieser umherreisenden Minstrel-Truppe trat er als Sänger und Tänzer auf. Schließlich verließ er die Truppe und arbeitete als Solopianist, u. a. in Chicago. 1910 kam er nach New York, wo er in den 1920er Jahren Leiter des Aufnahmestudios der Plattenfirma Okeh Records wurde. Er arrangierte zahlreiche Plattenaufnahmen mit bekannten Jazzmusikern wie Louis Armstrong, James P. Johnson, Clarence Williams, Don Redman und Fats Waller sowie Blues-Sängerinnen wie Mamie Smith, die seine Komposition „Crazy Blues“ aufnahm, sowie Edith Wilson und Alberta Perkins. 
1921 schrieb er mit James Tim Brymn und Spencer Williams die Revue Put and Take. Um 1925 betrieb er die Gründung der Formation „The Jazz Phools“ mit Armstrong, die Titel wie Lucy Long, I Ain’t Gonna Play No Second Fiddle (1925) und The Jazzhounds (1927) aufnahm. Unter eigenem Namen entstanden in den 1920er Jahren weitere Aufnahmen unter den Bandbezeichnungen Perry Bradford and his Gang oder Bradford’s Jazz Phools, Mitwirkende waren u. a. Louis Armstrong, Buster Bailey, James P. Johnson, Fats Waller und Don Redman. 1923 musst er eine Gefängnisstrafe wegen Verletzung von Urheberrechten verbüßen.
Sein Gesangsstil hatte auch Auswirkungen auf den Rock ’n’ Roll; Little Richard nennt ihn als wichtigen Einfluss. Er hatte 1957 einen Hit mit dem Bradford-Titel „Keep A Knockin’“. Im Jahr 1965 erschien seine Autobiographie „Born with the Blues“. Er war auch Komponist der Titel „Evil Blues“, „You Can’t Keep a Good Man Down“, und „That Thing Called Love“.

## Diskographie (Auswahl)
In den folgenden Alben sind Aufnahmen mit Perry Bradford als Sänger enthalten:
- Louis Armstrong: Louis Armstrong Vol 1 – Young Louis "The Sideman" (MCA)
- Louis Armstrong: Louis Armstrong and the Blues Singers (Affinity, 1924–1930)
- James P. Johnson: Hot Piano (Topaz, 1921–1944)
- Willie The Lion Smith: 1925–1927 (Classics)